# فلتون پری
فلتون پری (انگلیسی: Felton Perry؛ زادهٔ ۱۱ سپتامبر ۱۹۴۵) یک هنرپیشه اهل ایالات متحده آمریکا است.

## گزیده فیلمشناسی
از فیلم‌ها یا برنامه‌های تلویزیونی که وی در آن نقش داشته‌است می‌توان به آثار زیر اشاره کرد.
- رسانه‌ها احساس ندارند (۱۹۶۹)
- سربلند (فیلم ۱۹۷۳) (۱۹۷۳)
- نیروی مگنوم (۱۹۷۳)
- آسمانخراش جهنمی (۱۹۷۴)
- پلیس آهنی (۱۹۸۷)
- پلیس آهنی ۲ (۱۹۹۰)
- پلیس آهنی ۳ (۱۹۹۳)
- احمق و احمق‌تر (۱۹۹۴)
- اتاق ۲۲۲ (۱۹۶۹)
- آیرونساید (مجموعه تلویزیونی) (۱۹۶۹–۷۳)
- قاضی ایمی (۲۰۰۲)